# Paolo De Biasio
Paolo De Biasio (Alleghe, 27 agosto 1960) è un ex hockeista su ghiaccio italiano.

## Carriera
Ha giocato per tutta la sua carriera con l'Alleghe Hockey, con cui ha vinto un'edizione dell'Alpenliga (1992-1993).
Con la maglia azzurra ha disputato da capitano due edizioni del campionato mondiale di hockey su ghiaccio Under-20, nel 1979 e nel 1980. Nel 1984 ha disputato due incontri con la maglia della nazionale maggiore, in due amichevoli contro la Polonia.

## Vita privata
Il figlio Francesco è a sua volta un giocatore di hockey su ghiaccio.

## Palmarès

### Club
- Alpenliga: 1

Alleghe: 1992-1993